# Ligue féminine de basket 2010-2011
Navigation
Saison précédente Saison suivante
La saison 2010-2011 de la LFB est la 13e édition de la Ligue féminine de basket et se dispute avec 14 équipes. 
À la fin de la saison régulière, les équipes classées de 1 à 4 sont automatiquement qualifiées pour les demi-finales des play-off. Le vainqueur de ces play-off est désigné champion de France. 
Les équipes classées 13e et 14e de LFB à l’issue de la saison régulière du championnat sont reléguées en NF1. Elles seront remplacées par le club champion de France de NF1 ainsi que le club classé premier à l’issue de la saison régulière (ou deuxième si le champion de France termine premier) à condition qu’ils satisfassent les règles du contrôle de la gestion financière et du cahier des charges imposé aux clubs de LFB. Dans le cas contraire, le 13e, voire le 14e, peuvent être repêchés si un ou les deux clubs de NF1 ne remplissent pas ces conditions.

## Clubs participants
| \| Bourges Challes-les-Eaux Tarbes Lattes Mont-de-Marsan Rezé Charleville-Mézières Arras Mondeville Saint-Amand-les-Eaux Villeneuve-d'Ascq Aix-en-Provence Calais Toulouse \| Localisation des clubs. |
| Bourges Challes-les-Eaux Tarbes Lattes Mont-de-Marsan Rezé Charleville-Mézières Arras Mondeville Saint-Amand-les-Eaux Villeneuve-d'Ascq Aix-en-Provence Calais Toulouse                               |

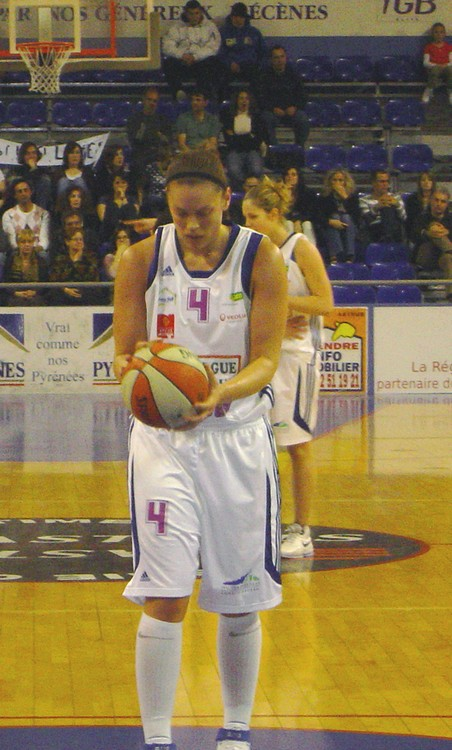
Kristen Mann (ici avec Tarbes) arrive à Charleville.

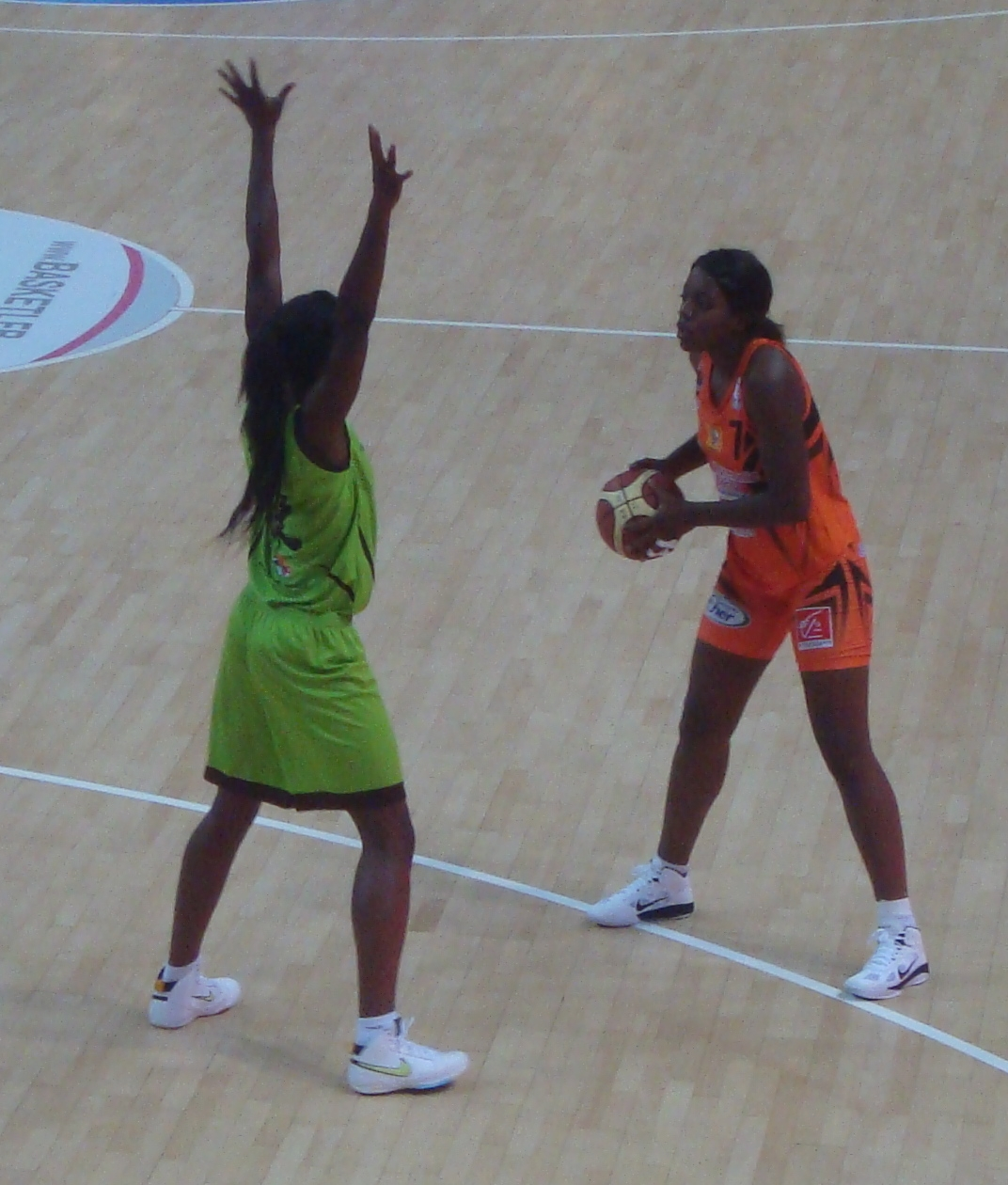
Saison réussie pour la jeune Lætitia Kamba en défense sur Endene Miyem, championne de France avec Bourges.

Les finances de Toulouse ont entraîné une confirmation tardive de l'engagement du club, mettant un terme aux espoirs de repêchage du SO Armentières, treizième de la saison passée, qui accompagne la lanterne rouge Limoges ABC dans la division inférieure. Les deux promus sont l'ASPTT Charleville-Mézières et Hainaut Saint-Amand, héritier de l'Union Hainaut Basket (relégué pour des raisons financières à l'été 2009). 
Plusieurs équipes s'étant renforcées, le niveau des équipes est homogène et plus fort que la saison passée. L'arrivée de trois équipes françaises en quarts de finale de l'Eurocoupe (Arras en finale), de Bourges en quart de finale de l'Euroligue confirme cette hausse de niveau.
Si Isabelle Yacoubou-Dehoui s'est exilée en Italie, la LFB enregistre le retour d'Espagne de Krissy Badé. Plusieurs joueuses de WNBA 2010 ont rejoint la compétition : Erin Thorn (Tarbes, remplacée en cours de saison par Roneeka Hodges), Allison Hightower (Nantes), Mistie Bass (Challes) et la star du contre Alison Bales (Hainaut), sans oublier la MVP du dernier championnat Leilani Mitchell. D'autres joueuses ont aussi une expérience WNBA comme Kristen Mann (Charleville, ex-Tarbes). Malgré le départ de Kathleen Mac Leod, la LFB compte toujours deux internationales australiennes : Hollie Grima (Aix) et Alicia Poto (Montpellier). L'All-Star FIBA Catherine Joens renforce Bourges.
La saison régulière voit une domination constante de Bourges, qui ne perd que deux rencontres. Un peloton formé du champion en titre Tarbes, porté par la monténégrine Jelena Dubljević, Montpellier et Challes (avec dans ses rangs la MVP Mistie Bass et la jeune meneuse Alexia Plagnard) rejoint les play-offs. Si Nantes réussit à obtenir le même bilan que l'an passé (avec un nouveau succès au Challenge Round) malgré une cascade de blessures de longue durée de plusieurs joueuses et le poids des compétitions européennes, Arras régresse à la septième place et Villeneuve d'Ascq privé une grande partie de la saison d'Émilie Gomis et Élodie Bertal finit seulement dixième. Qualifié en Euroligue, Mondeville y réussit de bons débuts avant de baisser en régime et connaît lui aussi un championnat difficile surtout dans l'hiver et finit huitième. Autre équipe en dessous de ses ambitions, Aix passe la saison dans le bas de tableau et finit douzième, premier non-relégable. Renforcé par Katarina Manic et Jennifer Humphrey, Basket Landes manque de peu l'accession aux plays-offs avec une cinquième place. Les deux promus Hainaut et Charleville ne manquent pas leurs débuts : Hainaut voit la confirmation de Lætitia Kamba, alors que les ardennaises se révèlent intraitables à domicile avec plusieurs joueuses issues de la NF1 (Amel Bouderra, Djene Diawara) et le leadership de Kristen Mann : les deux promus obtiennent 10 victoires pour 16 défaites au même rang que l'ESBVA (neuvième ex æquo). Dans les équipes reléguées, Calais joue crânement sa chance malgré une étrangère en moins, alors que Toulouse subit plusieurs lourdes défaites, la faute à un effectif trop réduit surtout après la blessure en pré-saison de Nina Bogićević, malgré la belle saison de Chandrea Jones.
La fin de la saison voit la retraite sportive de l'entraîneur de Tarbes Alain Jardel, figure marquante du basket français. Sont nommées MVP de la saison régulière : Emmeline Ndongue pour les Françaises, Mistie Bass pour les étrangères et Esther Niamke-Moisan pour les espoirs.
| Club                                    | Salle                                | Capacité | Villes               |
| --------------------------------------- | ------------------------------------ | -------- | -------------------- |
| Pays d'Aix Basket 13                    | Complexe sportif de la Pioline       | 1 200    | Aix-en-Provence      |
| ASPTT Arras                             | Halle des sports Richard Tetelin     | 1 500    | Arras                |
| CJM Bourges Basket                      | Palais des sports du Prado           | 3 100    | Bourges              |
| COB Calais                              | Salle Calypso                        | 3 300    | Calais               |
| Challes-les-Eaux Basket                 | Salle polyvalente                    | 1 200    | Challes-les-Eaux     |
| Flammes Carolo basket                   | Salle Bayard                         | 1 500    | Charleville-Mézières |
| Basket Landes                           | Salle Laloubère (Saint-Sever)        | 1 100    | Mont-de-Marsan       |
| Basket Lattes Montpellier Agglomération | Palais des sports de Lattes          | 1 000    | Lattes               |
| USO Mondeville                          | Halle Bérégovoy                      | 2 500    | Mondeville           |
| Rezé-Nantes Basket 44                   | Palais des sports de Beaulieu        | 4 984    | Nantes               |
| Hainaut Saint-Amand                     | Salle Maurice-Hugot                  | 2 000    | Saint-Amand-les-Eaux |
| Tarbes Gespe Bigorre                    | Palais des sports du quai de l'Adour | 2 000    | Tarbes               |
| Toulouse Métropole Basket               | Gymnase Compans-Caffarelli           | 2 500    | Toulouse             |
| ESB Villeneuve-d’Ascq LM                | Le Palacium                          | 1 800    | Villeneuve-d'Ascq    |

## Clubs par année dans l’élite
| Club               | Dernière montée | Club                       | Dernière montée |
| ------------------ | --------------- | -------------------------- | --------------- |
| Aix-en-Provence    | 1981            | Challes-les-Eaux           | 2005            |
| Bourges            | 1991            | Arras                      | 2006            |
| Tarbes             | 1992            | Landes                     | 2008            |
| Mondeville         | 1996            | Rezé-Nantes                | 2008            |
| Villeneuve-d’Ascq  | 2000            | Toulouse                   | 2009            |
| Lattes-Montpellier | 2001            | ASPTT Charleville-Mézières | 2010            |
| COB Calais         | 2003            | Hainaut Saint-Amand        | 2010            |

## La saison régulière

### Classement de la saison régulière
En cas d’égalité, les clubs sont départagés en fonction des résultats obtenus lors de leurs confrontations directes, indiquées entre parenthèses si nécessaire.
Classement à la fin de la saison régulière :
| Rang | Équipe                           | Pts    | J  | G  | P  | Pp   | Pc   | Diff |
| ---- | -------------------------------- | ------ | -- | -- | -- | ---- | ---- | ---- |
| 1    | Bourges (F)                      | 50     | 26 | 24 | 2  | 1797 | 1418 | 379  |
| 2    | Challes-les-Eaux (1,045)         | 44     | 26 | 18 | 8  | 1736 | 1630 | 106  |
| 3    | Tarbes (T) (1,010)               | 44     | 26 | 18 | 8  | 1726 | 1619 | 107  |
| 4    | Lattes-Montpellier (C) (0,944)   | 44     | 26 | 18 | 8  | 1737 | 1587 | 150  |
| 5    | Landes                           | 43     | 26 | 17 | 9  | 1704 | 1613 | 91   |
| 6    | Rezé-Nantes                      | 42 (*) | 26 | 17 | 9  | 1829 | 1655 | 174  |
| 7    | Arras                            | 39     | 26 | 13 | 13 | 1702 | 1687 | 15   |
| 8    | Mondeville                       | 38     | 26 | 12 | 14 | 1642 | 1704 | -62  |
| 9    | Hainaut (P) (1,062)              | 36     | 26 | 10 | 16 | 1558 | 1622 | -64  |
| 10   | Villeneuve-d’Ascq (1,004)        | 36     | 26 | 10 | 16 | 1668 | 1720 | -52  |
| 11   | Charleville-Mézières (P) (0,933) | 36     | 26 | 10 | 16 | 1551 | 1624 | -73  |
| 12   | Aix-en-Provence                  | 35     | 26 | 9  | 21 | 1759 | 1841 | -82  |
| 13   | Calais                           | 30     | 26 | 4  | 22 | 1595 | 1817 | -222 |
| 14   | Toulouse                         | 28     | 26 | 2  | 24 | 1442 | 1709 | -267 |

|     | Qualification pour les play-off 2011  |
|     | Qualification pour le Challenge Round |
|     | Relégation en Ligue 2                 |
| (T) | Tenant du titre 2010                  |
| (F) | Finaliste 2010                        |
| (P) | Promu 2010                            |
| (C) | Vainqueur de la coupe de France       |

(*) Nantes a eu un point de pénalité pour dépassement de la masse salariale autorisée la saison précédente.

## Les play-offs
Les demi-finales et les finales se jouent en deux manches gagnantes. Le match aller se joue chez de l’équipe la moins bien classée lors de la saison régulière, le match retour et le match d’appui éventuel chez l’équipe la mieux classée.
|  | Demi-finales                             | Demi-finales | Demi-finales | Demi-finales | Demi-finales           |   |    | Finale | Finale | Finale | Finale | Finale |
|  |                                          |              |              |              |                        |   |    |        |        |        |        |        |
|  | Jeu 21 avril, dim 24 avril, Jeu 28 avril |              |              |              |                        |   |    |        |        |        |        |        |
|  |                                          |              |              |              |                        |   |    |        |        |        |        |        |
|  | [1] Bourges                              | 2            | 72           | 65           |                        |   |    |        |        |        |        |        |
|  | [1] Bourges                              | 2            | 72           | 65           | Dim 1er mai, jeu 5 mai |   |    |        |        |        |        |        |
|  | [4] Lattes-Montpellier                   | 0            | 45           | 55           |                        |   |    |        |        |        |        |        |
|  | [4] Lattes-Montpellier                   | 0            | 45           | 55           | [1] Bourges            | 2 | 71 | 71     |        |        |        |        |
|  | Mer 20 avril, sam 23 avril, mer 27 avril |              |              |              | [1] Bourges            | 2 | 71 | 71     |        |        |        |        |
|  |                                          | [3] Tarbes   | 0            | 53           | 59                     |   |    |        |        |        |        |        |
|  | [2] Challes-les-Eaux                     | [3] Tarbes   | 0            | 53           | 59                     | 0 | 60 | 66     |        |        |        |        |
|  | [2] Challes-les-Eaux                     |              |              |              |                        |   |    | 66     |        |        |        |        |
|  | [3] Tarbes                               | 2            | 72           | 75           |                        |   |    |        |        |        |        |        |
|  | [3] Tarbes                               | 2            | 72           | 75           |                        |   |    |        |        |        |        |        |

|  | Suivi de la série. |

|  | Score de l’équipe recevante. |

|  | Score de l’équipe en déplacement. |

### Matchs du Challenge Round
Les matches du Challenge Round se jouent sur deux matches ; le vainqueur de chaque série est celui qui totalise le plus de points lors des deux manches (les matches nuls sont autorisés). Le match aller se joue chez l’équipe la moins bien classée lors de la saison régulière, le match retour chez l’équipe la mieux classée.
|  | Quarts de finale           | Quarts de finale | Quarts de finale | Quarts de finale |                            |                 | Demi-finales | Demi-finales | Demi-finales         | Demi-finales |  |  | Finale | Finale | Finale | Finale |
|  |                            |                  |                  |                  |                            |                 |              |              |                      |              |  |  |        |        |        |        |
|  | Mer 20 avril, sam 23 avril |                  |                  |                  |                            |                 |              |              |                      |              |  |  |        |        |        |        |
|  |                            |                  |                  |                  |                            |                 |              |              |                      |              |  |  |        |        |        |        |
|  | [5] Basket Landes          | 76               | 87               | 163              |                            |                 |              |              |                      |              |  |  |        |        |        |        |
|  | [5] Basket Landes          | 76               | 87               | 163              | Mar 27 avril, ven 30 avril |                 |              |              |                      |              |  |  |        |        |        |        |
|  | [12] Aix-en-Provence       | 52               | 61               | 113              |                            |                 |              |              |                      |              |  |  |        |        |        |        |
|  | [12] Aix-en-Provence       | 52               | 61               | 113              | [5] Basket Landes          | 59              | 65           | 124          |                      |              |  |  |        |        |        |        |
|  | Mer 20 avril, ven 22 avril |                  |                  |                  | [5] Basket Landes          | 59              | 65           | 124          |                      |              |  |  |        |        |        |        |
|  |                            | [8] Mondeville   | 70               | 63               | 133                        |                 |              |              |                      |              |  |  |        |        |        |        |
|  | [8] Mondeville             | [8] Mondeville   | 70               | 63               | 133                        | 70              | 73           | 143          |                      |              |  |  |        |        |        |        |
|  | [8] Mondeville             |                  |                  |                  |                            | 70              | 73           | 143          | Ven 6 mai, lun 9 mai |              |  |  |        |        |        |        |
|  | [9] Hainaut                | 60               | 68               | 128              |                            |                 |              |              |                      |              |  |  |        |        |        |        |
|  | [9] Hainaut                | 60               | 68               | 128              | [8] Mondeville             | 66              | 64           | 130          |                      |              |  |  |        |        |        |        |
|  | Mer 20 avril, sam 23 avril |                  |                  |                  | [8] Mondeville             | 66              | 64           | 130          |                      |              |  |  |        |        |        |        |
|  |                            |                  |                  |                  |                            | [6] Rezé-Nantes | 66           | 68           | 134                  |              |  |  |        |        |        |        |
|  | [6] Rezé-Nantes            | 79               | 59               | 138              |                            | [6] Rezé-Nantes | 66           | 68           | 134                  |              |  |  |        |        |        |        |
|  | [6] Rezé-Nantes            | 79               | 59               | 138              | Mar 27 avril, ven 30 avril |                 |              |              |                      |              |  |  |        |        |        |        |
|  | [11] Charleville           | 64               | 65               | 129              |                            |                 |              |              |                      |              |  |  |        |        |        |        |
|  | [11] Charleville           | 64               | 65               | 129              | [6] Rezé-Nantes            | 59              | 72           | 131          |                      |              |  |  |        |        |        |        |
|  | Mer 20 avril, sam 23 avril |                  |                  |                  | [6] Rezé-Nantes            | 59              | 72           | 131          |                      |              |  |  |        |        |        |        |
|  |                            | [7] Arras        | 71               | 50               | 121                        |                 |              |              |                      |              |  |  |        |        |        |        |
|  | [7] Arras                  | [7] Arras        | 71               | 50               | 121                        | 77              | 84           | 161          |                      |              |  |  |        |        |        |        |
|  | [7] Arras                  |                  |                  |                  |                            | 77              | 84           | 161          |                      |              |  |  |        |        |        |        |
|  | [10] Villeneuve-d’Ascq     | 77               | 77               | 154              |                            |                 |              |              |                      |              |  |  |        |        |        |        |

|  | Score cumulé. |

|  | Score de l’équipe recevante. |

|  | Score de l’équipe en déplacement. |

Nantes-Rezé remporte pour la seconde année consécutive le Challenge Round, qualificatif pour l'Eurocoupe.